# Semaeopus perletaria
Semaeopus perletaria är en fjärilsart som beskrevs av Heinrich Benno Möschler 1890. Semaeopus perletaria ingår i släktet Semaeopus och familjen mätare. Inga underarter finns listade i Catalogue of Life.